# Jazz Goes to College
Jazz Goes to College é um álbum de 1954 que documenta a turnê universitária norte-americana do Dave Brubeck Quartet. Foi o primeiro álbum de Dave Brubeck para a Columbia Records. Ele foi acompanhado pelo saxofonista alto Paul Desmond, pelo baixista Bob Bates e pelo baterista Joe Dodge. O álbum foi re-lançado em CD e cassete sob o selo Columbia em 1991 e em CD pela Sony International em 2000.

## Contexto do álbum
A turnê da faculdade, em que o grupo atravessou o país visitando grandes universidades e faculdades juniores, foi concebida pela esposa de Brubeck, Lola, como uma maneira de introduzir o jazz para um novo público. Brubeck descreveu encontrar resistência nas faculdades, algumas das quais relutavam em permitir que ele se apresentasse, mas descobriram, após as incursões iniciais, que o quarteto estava com muita demanda. Enquanto o quarteto viajava pelo país, Brubeck disse ao Jazz Education Journal que iriam tocar em até 90 faculdades em um período de quatro meses. 

## Composição
"Balcony Rock", gravado na Universidade de Michigan em Ann Arbor, é uma melodia fortemente improvisada formada em um blues de oito compassos liderado pelo saxofonista alto Paul Desmond.  "Out of Nowhere" foi gravado na Universidade de Cincinnati e mostra o tempo de Brubeck, com passagens que variam de atonal a melódica.  Gravado no Oberlin College, "Le Souk" apresenta um piano agressivo e frenético de Brubeck, as linhas propulsivas de contrabaixo de Bob Bates e uma firme batida do baterista Joe Dodge.  As melodias de Desmond apresentam influências do Oriente Médio. 
"Take the 'A' Train" tem golpes diretos de Desmond e interjeições forçadas por Dodge.  "The Song Is You" mostra o fraseado de Desmond.  A leitura do quarteto de "Don't Worry 'Bout Me" expande o piano de blues de Brubeck com um arranjo austero.  A frase final de "I Want to Be Happy" exemplifica a performance energética do quarteto com uma conclusão dramática. 

## Lançamento e recepção
Após o lançamento do álbum, o quarteto foi apresentado na capa da revista Time, com o artigo que o acompanha descrevendo Brubeck como "o mais excitante novo artista de jazz em ação hoje".  O Jazz Goes to College teve ampla popularidade entre os estudantes universitários nos anos 1950 e início dos anos 1960. 
Em uma resenha retrospectiva de cinco estrelas, Lindsay Planer, do Allmusic, classificou o álbum como uma "representação perfeita das palhaçadas do pré-Time Out (1959) do Dave Brubeck Quartet no ambiente preferencial de concerto", e escreveu que o apoio do quarteto ao Brubeck é uniformemente impecável, finalmente produzindo o que muitos consideram a música mais memorável no canhão do artista ”.  Samuel Chell do All About Jazz considerou como uma "gravação essencial" do "maior período de Brubeck-Desmond, antes dos álbuns de estúdio comparativamente estéreis e mais estéreis, incluindo Time Out, e achou a música" soulful, no momento, irrepetível ", escrevendo que "o balanço é gerado internamente e, em vez de o corpo responder com aprovação visceral, a mente balança e gira". 
Robert Christgau, escrevendo para o MSN Music, deu ao álbum uma nota "A",  indicando "um disco que raramente sinaliza para mais de duas ou três faixas".  Ele elogiou as contribuições de Paul Desmond e disse que, particularmente nos padrões do álbum, ele está "em seu melhor desempenho lírico". Christgau elogiou os solos "blocky" de Brubeck porque, "na música rítmica, blocky geralmente bate ritmicamente". 

## Canções
1. "Balcony Rock" (Dave Brubeck, Paul Desmond) (University of Michigan) – 11:55
2. "Out of Nowhere" (Johnny Green, Edward Heyman) (University of Cincinnati) – 8:04
3. "Le Souk" (Brubeck, Paul Desmond) (Oberlin College) – 4:36
4. "Take the 'A' Train" (Billy Strayhorn) (University of Michigan) – 6:10
5. "The Song Is You" (Oscar Hammerstein II, Jerome Kern) (University of Michigan) – 5:38
6. "Don't Worry 'bout Me" (Rube Bloom, Ted Koehler) (University of Michigan) – 8:47
7. "I Want to Be Happy" (Irving Caesar, Vincent Youmans) (University of Michigan) – 6:36

Notas
- Localização da gravação incluída entre parênteses após o compositor.
- Faixa 3 registrada em 14 de abril de 1954; faixa 4 em 26 de março do mesmo ano; datas de gravação do restante desconhecido.

## Músicos
Créditos são adaptados de Allmusic.
- George Avakian - encarte, produtor
- Bob Bates - contrabaixo
- Dave Brubeck - piano
- Paul Desmond - saxofone alto
- Joe Dodge - bateria